# Campeonato Mundial de Corta-Mato de 1975
O 3º Campeonato Mundial de Corta-Mato foi realizado em 16 de março de 1975, em Rabat, Marrocos. 

## Resultados

### Corrida Longa Masculina

#### Individual
| Medalha | Atleta       | País           | Tempo |
| Ouro    | Ian Stewart  | Escócia        | 35:20 |
| Prata   | Mariano Haro | Espanha        | 35:21 |
| Bronze  | Bill Rodgers | Estados Unidos | 35:28 |

#### Equipa
| Medalha | Selecção      | Marca   |
| Ouro    | Nova Zelândia | 127 pts |
| Prata   | Inglaterra    | 198 pts |
| Bronze  | Bélgica       | 211 pts |

### Corrida Júnior Masculina

#### Individual
| Medalha | Atleta             | País           | Tempo |
| Ouro    | Bobby Thomas       | Estados Unidos | 21:00 |
| Prata   | José Luis González | Espanha        | 21:18 |
| Bronze  | John Treacy        | Irlanda        | 21:23 |

#### Equipa
| Medalha | Selecção       | Marca  |
| Ouro    | Estados Unidos | 29 pts |
| Prata   | Irlanda        | 35 pts |
| Bronze  | Espanha        | 44 pts |

### Corrida Longa Feminina

#### Individual
| Medalha | Atleta                  | País           | Tempo |
| Ouro    | Julie Brown             | Estados Unidos | 13:42 |
| Prata   | Bronislawa Ludwichowska | Polónia        | 13:47 |
| Bronze  | Carmen Valero           | Espanha        | 13:48 |

#### Equipa
| Medalha | Selecção       | Marca  |
| Ouro    | Estados Unidos | 44 pts |
| Prata   | Nova Zelândia  | 50 pts |
| Bronze  | Polónia        | 61 pts |